# Bessie McCoy

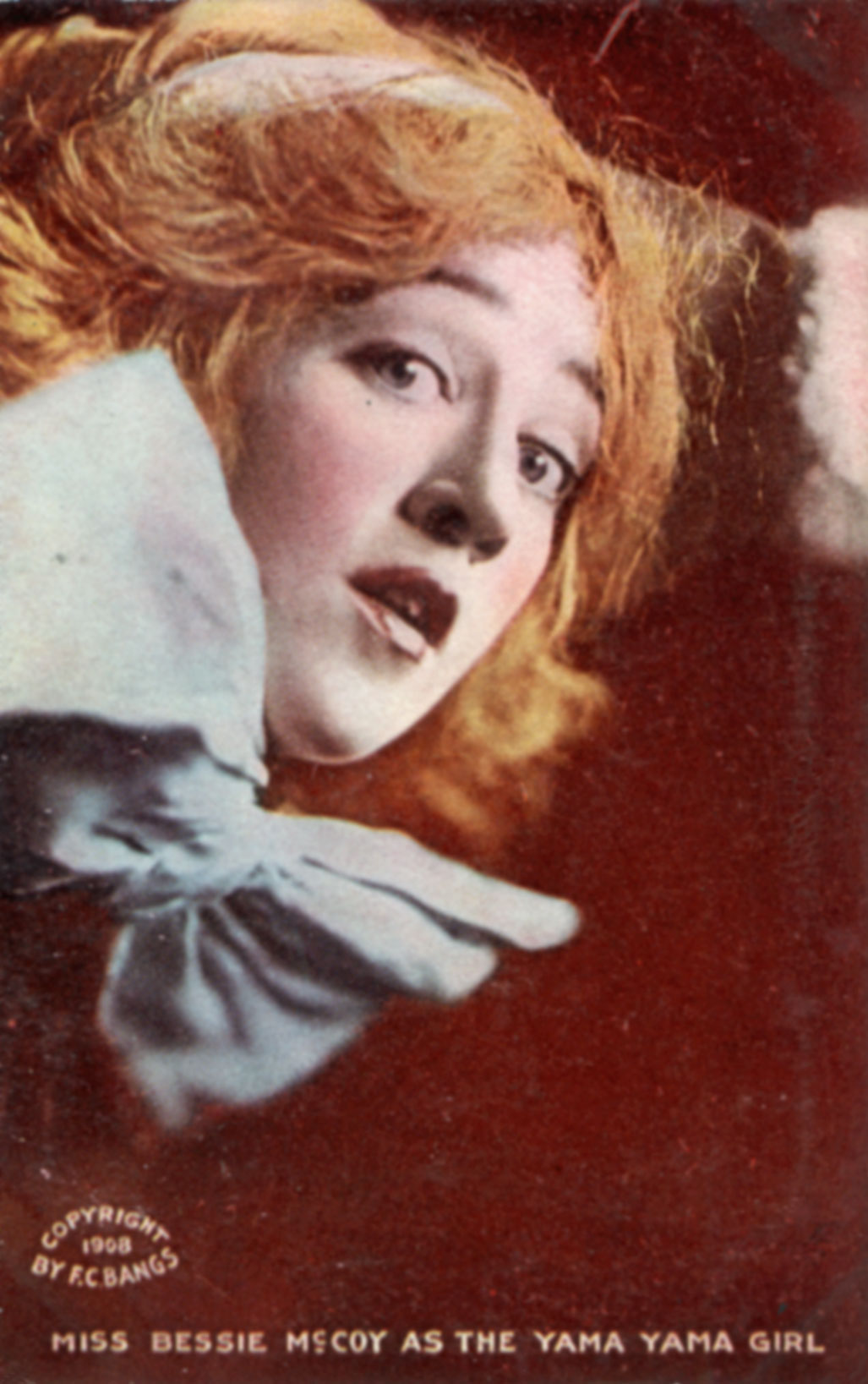
Bessie McCoy como Yama Yama Man, un hombre del saco cómico que está «listo para saltar hacia ti sin que te des cuenta».

Bessie McCoy, nacida Elizabeth Genevieve McEvoy (Nueva York, 17 de mayo de 1888-Bayona, 16 de agosto de 1931), fue una artista de vodevil estadounidense, conocida por su exitosa canción y rutina de baile de 1908 «The Yama Yama Man», por la que se hizo conocida como The Yama Yama Girl.

## Biografía

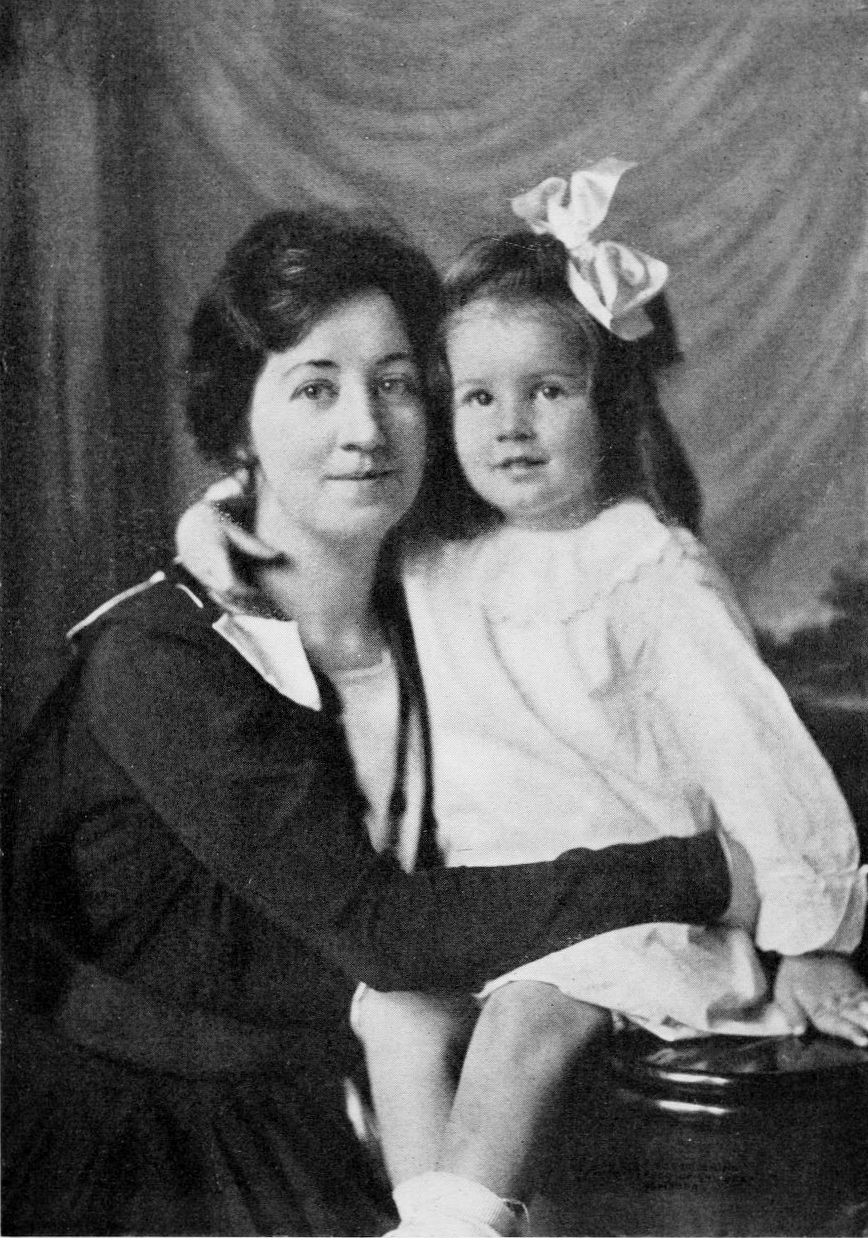
Bessie McCoy y su hija Hope Davis, c. 1917.

McCoy nació en una familia de inmigrantes irlandeses en la ciudad de Nueva York como Elizabeth McEvoy; la mayoría de las fuentes dan el año 1888, aunque los registros del censo sugieren 1884. Su madre se volvió a casar con Billy McCoy, y la madre y el padrastro de Bessie formaron un acto de vodevil conocido como McCoy y McEvoy, bailarines de zuecos. Bessie y su hermana Nellie McCoy actuaron juntas por primera vez en el escenario cuando eran adolescentes como coristas.
Después de que su hermana enfermó, Bessie continuó como solista. Apareció en varios musicales de Broadway y logró un gran avance en la obra The Echo. Le dieron la canción «The Yama Yama Man» en la revista de 1908 The Three Twins. Se hizo famosa por su canto perezoso y ronco mientras realizaba inusuales rutinas de baile acrobático mientras vestía un traje de pijama de payaso con una gorra de tonto rematada por una bola de globo.Nell Brinkley, que vio actuar a McCoy, la describió así:

She swings on her heel and leaps away into a wild fantastic headlong dance—the dance of a crazy king's clown, half girl, half wild boy, heady with the wine of the Spring air at twilight … The black satin of her bloomers fills like sails, and they ripple and flatten against her body. Her hair flies in loose flax around her face, and her face is a vivid white candle flame in the yellow aureole of her hair … Her feet might be bounding white balls carrying her body with them in their tireless, leaping flight. She circles madly around the boards, touching lightly and rebounding from the jutting points of the painted mock scenery, like an imprisoned moth, or an elf hunting for some lost thing and fearful of being caught. She is wonderful.
[Se balancea sobre sus talones y salta en una danza salvaje y fantástica: la danza de un payaso real loco, mitad niña, mitad niño salvaje, embriagador con el vino del aire primaveral en el crepúsculo... El satén negro de sus bombachos se llena como velas, que se ondulan y se aplanan contra su cuerpo. Su cabello ondea como lino suelto alrededor de su rostro, y su rostro es la llama de una vela blanca y vívida en la aureola amarilla de su cabello... Sus pies podrían ser bolas blancas que saltan y llevan su cuerpo con ellos en su vuelo incansable y saltador. Da vueltas locamente alrededor de las tablas, tocando ligeramente y rebotando en los puntos salientes del escenario simulado pintado, como una polilla encarcelada, o un elfo que busca algo perdido y teme ser atrapado. Ella es maravillosa.]

En 1910 se casó con el corresponsal de guerra Richard Harding Davis. Se retiró del arte escénico y vivió en la finca de los Davis en Connecticut. Después de la temprana muerte de su marido en 1916 por un ataque cardíaco, regresó al trabajo teatral y al vodevil como Bessie McCoy Davis, y protagonizó Miss 1917 y las versiones de 1919 y 1920 de The Greenwich Village Follies. Enfermó en la década de 1920 y se retiró con su hija a Francia.
En 1931, murió repentinamente en Bayona, Francia, tras una operación intestinal de emergencia.